# Sleeping Beauty Castle
Sleeping Beauty Castle (Nederlands: Kasteel van Doornroosje) is een kasteel gelegen in Disneyland in Californië. Het fungeert als symbool en centraal punt voor het park. Ook was er tot 2021 een versie van dit kasteel in Hong Kong Disneyland, dat een kopie was van dat uit het Disneyland Park in Californië.
In het Magic Kingdom in Walt Disney World Resort in Orlando is er geen Sleeping Beauty Castle maar wel Cinderella Castle. Ook in Tokyo Disneyland werd een Cinderella Castle gebouwd. In Disneyland Parijs in Frankrijk staat een kasteel enigszins gelijkend aan Sleeping Beauty Castle maar dit kreeg officieel de Franse naam Le Château de la Belle au Bois Dormant, Frans voor Sleeping Beauty Castle. Dit kasteel is 50 meter hoog en hiermee groter dan de andere Sleeping Beauty Castle's. Ook zijn er een aantal stijlverschillen.
Sleeping Beauty Castle is gemodelleerd op Slot Neuschwanstein in Hohenschwangau in Beieren. Walt Disney bezocht in de voorbereidingsfase van de bouw van Disneyland persoonlijk het slot. In het kasteel zitten ook enkele elementen van de Notre-Dame van Parijs en de Hospices de Beaune. Het kasteel oogt groter dan het is. Hiervoor gebruikte de bekende Imagineer Herbert Ryman het effect van forced perspective; constructie-elementen die identiek ogen, zijn groter op grondniveau dan hoger in het kasteel.

Hong Kong Disneyland

Disneyland Resort · Lijst van attracties in Disneyland Park · Sleeping Beauty Castle · afbeeldingen
Hong Kong Disneyland Resort · Lijst van attracties in Hong Kong Disneyland · Sleeping Beauty Castle · afbeeldingen